# 袋井市中央公民館
袋井市袋井南コミュニティセンター（ふくろいしふくろいみなみこみゅにてぃせんたー）は袋井市高尾にある文化施設を付随したコミュニティセンター。平成30年度に市内全域の公民館がコミュニティセンターに移行しており、袋井市中央公民館・南公民館から名称変更した。事実上の文化会館として機能している。

## 概要
袋井市内の文化振興の中心として機能しており、JR袋井駅より徒歩10分以内というアクセスの利便性から、市内外から来場者が多数訪れている。中央公民館が多目的ホール、南公民館が会議室や茶室などがあり、名称は中央・南と異なるが一体化して運用されている。

### 袋井中央ホール
- 大ホール - 505席
- 楽屋2室

### 袋井南コミュニティセンター
- 集会ホール
- 大中小会議室
- 調理実習室
- 図書談話室
- 和室

## 交通アクセス
- JR東海道本線、袋井駅より徒歩7分。
- 袋井市自主運行バス53・54南部循環線（メローバス）「袋井南コミュニティセンター」停留所下車すぐ。
- 駐車場(無料)

## その他
- 開館時間: 9:00–17:30
- 休館日: 月曜日、年末年始